# Qieyang Shijie
Qieyang Shijie (n. 11 noiembrie 1990, Haiyan County⁠(d), Qinghai, Republica Populară Chineză) este o atletă ce a reprezentat Republica Populară Chineză, medaliată olimpică. A participat la patru ediții ale Jocurilor Olimpice (2012, 2016, 2020, 2024) în care a câștigat o medalie de aur în proba de 20 de km marș.

## Palmares
| An   | Competiție                            | Locație                  | Loc | Eveniment         | Note    |
| ---- | ------------------------------------- | ------------------------ | --- | ----------------- | ------- |
| 2011 | Campionatul Mondial                   | Daegu, Coreea de Sud     | 3   | 20 km marș        | 1:31:14 |
| 2012 | Cupa Mondială de Marș                 | Saransk, Rusia           | 11  | 20 km marș        | 1:33:00 |
| 2012 | Jocurile Olimpice                     | Londra, Marea Britanie   | 1   | 20 km marș        | 1:25:16 |
| 2013 | Campionatul Mondial                   | Moscova, Rusia           | 13  | 20 km marș        | 1:31:15 |
| 2016 | Campionatul Mondial de Marș pe Echipe | Roma, Italia             | 2   | 20 km marș        | 1:26:49 |
| 2016 | Campionatul Mondial de Marș pe Echipe | Roma, Italia             | 1   | echipe            | 1:26:49 |
| 2016 | Jocurile Olimpice                     | Rio de Janeiro, Brazilia | 5   | 20 km marș        | 1:29:04 |
| 2018 | Campionatul Mondial de Marș pe Echipe | Taicang, China           | 2   | 20 km marș        | 1:27:06 |
| 2018 | Campionatul Mondial de Marș pe Echipe | Taicang, China           | 1   | echipe            | 1:27:06 |
| 2018 | Jocurile Asiatice                     | Jakarta, Indonezia       | 2   | 20 km marș        | 1:29:15 |
| 2019 | Campionatul Mondial                   | Doha, Qatar              | 2   | 20 km marș        | 1:33:10 |
| 2021 | Jocurile Olimpice                     | Tokio, Japonia           | 7   | 20 km marș        | 1:31:04 |
| 2022 | Campionatul Mondial                   | Eugene, Statele Unite    | 3   | 20 km marș        | 1:27:56 |
| 2022 | Campionatul Mondial                   | Eugene, Statele Unite    | 3   | 35 km marș        | 2:40:37 |
| 2023 | Campionatul Mondial                   | Budapesta, Ungaria       | –   | 35 km marș        | NT      |
| 2023 | Jocurile Asiatice                     | Hangzhou, China          | 1   | 35 km marș mixt   | 5:16:41 |
| 2024 | Campionatul Mondial de Marș pe Echipe | Antalya, Turcia          | 11  | maraton marș mixt | 3:03:10 |
| 2024 | Jocurile Olimpice                     | Paris, Franța            | 14  | maraton marș mixt | 2:59:13 |